# 德格類
德格類（转写：Degelei；1592年十一月十三—1635年11月11日），努尔哈赤第十子。德格類生於明朝万历二十年（1592年）十一月十三日，生母是繼妃富察氏。
最初授職為台吉。天命六年（1621年），領軍侵略奉集堡，即將退兵之時，有一士卒指出明兵所在，德格類偕同岳託、碩託進擊明兵，擊敗明將李秉誠。再偕同台吉寨桑古檢閱三岔河橋，至海州，城中官民張樂舁輿迎接德格類等，命令軍士不准擾民，不准掠奪財物，不准住宿城上，不准進入民居。翌日，遣視三岔河者還報橋毀及無舟楫渡河而退兵。天命八年（1623年），偕同阿巴泰討伐喀爾喀扎嚕特部。天命十一年（1626年），再跟從代善討伐扎嚕特部。
天聰三年（1629年），偕同濟爾哈朗侵略錦州，焚其積聚。論功行賞進爵位為和碩貝勒。天聰五年（1631年），清朝初設六部，命德格類掌管戶部事務。跟從大軍圍攻大凌河，德格類率兵策應，擊破明監軍道張春。同年十月，祖大壽投降，偕同阿巴泰等偽裝為明軍襲擊錦州，擊斬明兵甚眾。天聰六年（1632年），偕同濟爾哈朗等侵略歸化城。再偕同岳託侵城略地，自耀州至蓋州迤南。天聰七年（1633年），攻克旅順口。天聰八年（1634年），跟從大軍伐明，撫定蒙古來歸人戶。攻克獨石口。又攻打赤城，城並未攻拔而退兵。入保安州，會師於應州後退兵。天聰九年（1635年）十月，德格類逝世。皇太極到臨其喪禮，痛哭哀悼，漏盡三鼓才回去。又於中門設幄以祭奠，撤消庭饌三日。
同年十二月，莽古爾泰雖然已死，仍為親妹莽古濟格格屬下冷僧機控告莽古爾泰與德格類、莽古濟格格盟誓怨望，即將危及皇太極，以莽古濟格格的丈夫瑣諾木為證人，以大逆之罪削除莽古爾泰宗籍，德格類以同謀之罪，被追削貝勒之爵位。其子鄧什庫受牽連而被削去宗籍；德克西克，以侍衛跟從豪格征討張獻忠時戰死，世祖下詔其子輝爾食一等阿思哈尼哈番俸祿。康熙五十二年（1713年），聖祖下命恢復德格類一系宗籍，賜紅帶子為「覺羅」。

## 子孫[1]
1. 德克西克，母嫡妻博爾濟吉特氏
2. 費雅塔，母博和羅克氏
3. 鄧什庫，母妾（未詳姓氏）

## 延伸阅读
[在维基数据编辑]
 《清史稿/卷217》，出自趙爾巽《清史稿》